# Bibliografia de Rosa Luxemburgo
Rosa Luxemburgo (5 de março de 1871 – 15 de janeiro de 1919) foi uma filósofa, teórica marxista, economista e socialista revolucionária . Em 1915, depois do apoio dado pelo Partido Social Democrata da Alemanha ao envolvimento alemão na Primeira Guerra Mundial, ela e Karl Liebknecht co-fundaram a Spartakusbund anti-guerra ("Liga Spartacus"), agremiação que se tornou o Partido Comunista da Alemanha (KPD) posteriormente.
Esta é uma bibliografia de Rosa Luxemburgo que inclui escritos, discursos, cartas e outros documentos.

## Obras
| Obras                                                     | Ano  | Acesso ao Texto |
| --------------------------------------------------------- | ---- | --------------- |
| O Desenvolvimento Industrial da Polônia                   | 1898 | English         |
| Em Defesa da Nacionalidade                                | 1900 | English         |
| Reforma ou Revolução                                      | 1900 | English         |
| A Crise Socialista na França                              | 1901 | English         |
| Organizational Questions of the Russian Social Democracy  | 1904 | English         |
| The Mass Strike, the Political Party and the Trade Unions | 1906 | English         |
| A Questão Nacional                                        | 1909 | English         |
| Teoria e Prática                                          | 1910 | English         |
| A Acumulação de Capital                                   | 1913 | English         |
| The Accumulation of Capital: An Anti-Critique             | 1915 | English         |
| O Panfleto de Junho                                       | 1915 | English         |
| A Revolução Russa                                         | 1918 | English         |